# Emilio Sakraya
Emilio Sakraya Moutaoukkil (Berlín, 29 de junio de 1996) es un actor y cantante alemán. Nacido en Alemania de padre serbio y madre marroquí, el comenzó su carrera cinematográfica en 2008 y tuvo varios papeles en producciones alemanas, fue en 2020 cuando se dio a conocer internacionalmente gracias al papel del joven JC en la serie de Netflix Warrior Nun. Apareció en la cinta de acción de Netflix, 60 minutos (2024) como Octavio Bergmann. Aparecerá en la serie de Roland Emmerich, Those About to Die.

## Filmografía

### Películas
| Año  | Título                                                    | Notas |
| ---- | --------------------------------------------------------- | ----- |
| 2008 | Speed Racer                                               |       |
| 2010 | Zeiten ändern dich                                        |       |
| 2013 | V8 - Du willst der Beste sein (V8 - Quieres ser el mejor) |       |
| 2013 | Der Prinz von Gmünd (El príncipe de Gmünd)                |       |
| 2014 | Bibi & Tina: ¡Voll verhext!                               |       |
| 2016 | Bibi & Tina: Mädchen gegen Jungs                          |       |
| 2017 | Bibi y Tina: Tohuwabohu Total                             |       |
| 2017 | Rock My Heart - Mein wildes Herz                          |       |
| 2018 | Heilstätten                                               |       |
| 2018 | Meine teuflisch gute Freundin                             |       |
| 2018 | Kalte Füße                                                |       |
| 2020 | Warrior Nun                                               |       |
| 2022 | Rheingold                                                 |       |
| 2024 | Those About to Die                                        |       |